# 1180 Peachtree
1180 Peachtree est un gratte-ciel de style post-moderne de 200 mètres de hauteur construit à Atlanta de 2003 à 2006 et conçu par les agences Pickard Chilton Architects, Inc. et Kendall/Heaton Associates Inc.
La surface de plancher de l'immeuble est de 351 616 m2, ce qui est considérable pour un gratte-ciel.
Le hall d'entrée de l'immeuble fait 12 mètres de hauteur.
Il y a 12 étages de parking avec 1 200 places.
L'immeuble a été certifié LEED (Leadership in Energy and Environmental Design), équivalent américain de la norme française HQE, « haute qualité environnementale ».